# Gare de Belley
Ne doit pas être confondu avec Gare de Virieu-le-Grand - Belley.
La gare de Belley était une halte ferroviaire française de la ligne de Pressins à Virieu-le-Grand, située sur le territoire de la commune de Belley, dans le département de l'Ain, en région Auvergne-Rhône-Alpes.

## Situation ferroviaire
Établie à 252 mètres d'altitude, la gare de Belley est située au point kilométrique (PK)105,361 de la ligne de Pressins à Virieu-le-Grand, entre les gares fermées de Brens - Virignin et de Chazey-Magnieu.

## Histoire
La section de Virieu-le-Grand à Belley est ouverte le 30 août 1880.
Le trafic voyageur cesse le 20 mai 1940. Le trafic marchandise cesse à l'automne 2017.
Lors du voyage de Charles de Gaulle en septembre 1963 dans la région, celui-ci arrive à Belley par la route et repart par un autorail depuis la gare de Belley.
En 2019, le bâtiment de la gare accueille des entreprises. 